# Anosia manuja
Anosia manuja är en fjärilsart som beskrevs av Johann Friedrich von Eschscholtz 1921. Anosia manuja ingår i släktet Anosia och familjen praktfjärilar. Inga underarter finns listade i Catalogue of Life.